# Moriwaki
Moriwaki, (cuyo nombre completo es Moriwaki Engineering Co.,Ltd) es una empresa japonesa que produce chasis, tubos de escape y otros componentes de motocicletas.

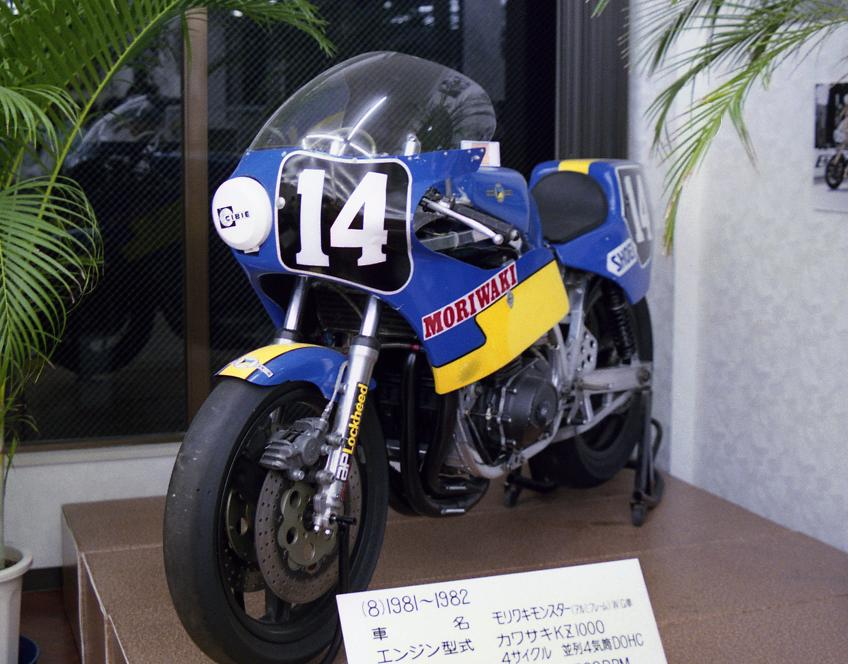
Moriwaki Monster, Motocicleta Moriwaki con motor Kawasaki KZ 1000 que Wayne Gardner pilotó en las 8 horas de Suzuka de 1981

En 2010 Moriwaki construyó una motocicleta para participar en el Campeonato del Mundo de velocidad en la nueva categoría de Moto2 con motor de cuatro tiempos que sustituía a la categoría de 250 cc con motor de dos tiempos. En esta categoría, en 2010 todas las motocicletas tenían el mismo motor Honda de 600 cc.
El piloto español Toni Elias se proclamó Campeón del Mundo de Moto2 el 10 de octubre de 2010 al quedar cuarto en el GP de Malasia y asegurarse matemáticamente el título a falta de todavía tres carreras.

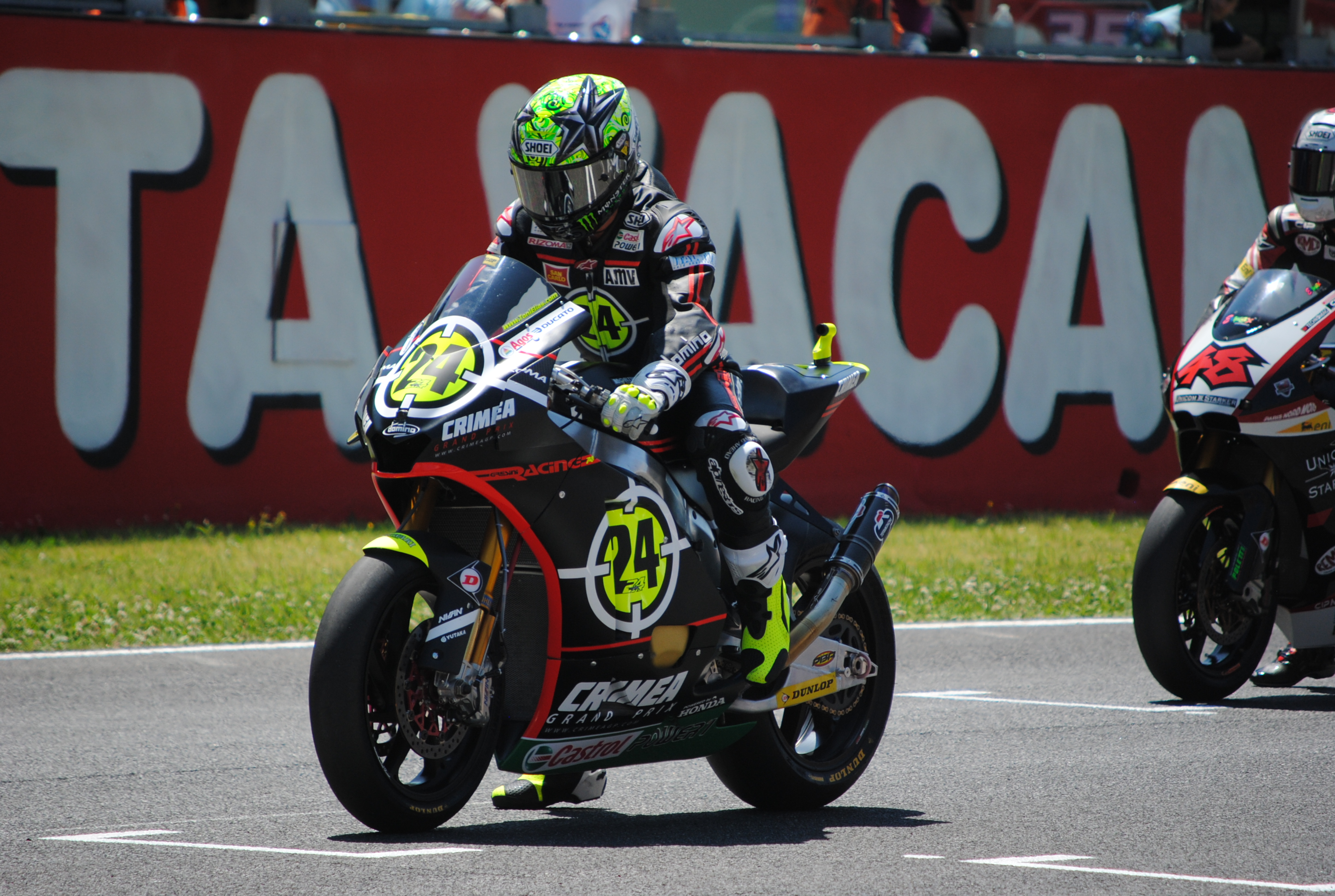
Toni Elías Campeón del Mundo 2010 de Moto2 con Moriwaki